# Natalya Coyle
Pour les articles homonymes, voir Coyle.
Natalya Coyle, née le 11 décembre 1990 à Dublin, est une pentathlonienne irlandaise.

## Palmarès
| Discipline/Année                           | 2008 | 2009 | 2010 | 2011 | 2012 | 2013 | 2014 | 2015 | 2016 |
| ------------------------------------------ | ---- | ---- | ---- | ---- | ---- | ---- | ---- | ---- | ---- |
| Jeux olympiques Individuel                 | -    | -    | -    | -    | 9    | -    | -    | -    | 7e   |
| Championnats du monde seniors Individuel   | -    | -    | -    | -    | -    | -    | -    | -    | -    |
| Championnats du monde seniors Équipe       | -    | -    | -    | -    | -    | -    | -    | -    | -    |
| Championnats du monde seniors Relais       | -    | -    | -    | -    | -    | -    | -    | -    | -    |
| Championnats du monde seniors Relais mixte | -    | -    | -    | -    | -    | -    | -    | 3e   | -    |
| Coupe du monde seniors Individuel          | -    | -    | -    | -    | -    | -    | -    | -    | -    |
| Championnats d'Europe seniors Individuel   | -    | -    | -    | -    | -    | -    | -    | -    | -    |
| Championnats d'Europe seniors Équipe       | -    | -    | -    | -    | -    | -    | -    | -    | -    |
| Championnats d'Europe seniors Relais       | -    | -    | -    | -    | -    | -    | -    | -    | -    |

Ce palmarès n'est pas complet